# Modelo para troca de informações tributárias
Também conhecido como Padrão Comum de Relatório (Common Reporting Standard - CRS)   é um modelo desenvolvido pela OCDE e se destina a regrar a troca de informações tributárias e financeiras entre os países, que poderá ocorrer de forma automática. 
A base jurídica para a troca de dados pode ser a cláusula de troca de informações (artigo 26)  incluída nos Acordos para Evitar a Dupla Tributação (OECD MTC), os Tratados para Troca de Informações Tributárias (TIEAS), a Convenção sobre Assistência Mútua Administrativa em Matéria Fiscal (CMAAT), as Diretivas da Comunidade Europeia ou originada nos acordos de implementação da Lei de Conformidade Tributária de Contas Estrangeiras (em inglês FATCA). 

## Declaração 2014
Em 6 de maio de 2014, quarenta e sete países acordaram e estabeleceram uma forma de compartilhamento de informações sobre rendimentos e demais ativos de seus residentes de forma automática. Até agora, a maioria dos tratados que estão em vigor para a partilha de informação ocorria apenas a pedido, o que não se revelou eficaz na prevenção da evasão fiscal mútua. O novo sistema deve transferir toda a informação relevante de forma automática e sistematicamente. Este acordo é informalmente conhecida como GATCA (a versão global FATCA)", mas o modelo para troca de informações tributárias não é apenas uma extensão do FATCA"
Vários países, incluídos todos os 34 países da OCDE aderiram ao acordo, assim como Argentina, Brasil, China, Colômbia, Costa Rica, Índia, Indonésia, Letónia, Lituânia, Malásia, Arábia Saudita, Singapura e África do Sul. Em setembro de 2014, o G20, na sua reunião de Cairns, Austrália, emitiu o Plano de Implementação do Padrão Comum de Relatório  como parte de suas publicações oficiais.

## Acordo multilateral de autoridade competente
Em 12 de julho de 2015, 53 jurisdições assinaram um acordo para troca automática de informações com base no artigo 6.º da Convenção sobre Assistência Mútua Administrativa em Matéria Fiscal. Este acordo especifica os detalhes de quais informações serão trocadas e quando, tal como estabelecido na norma.
China, Hong Kong e mais de 80 outros países concordaram em tornar-se signatários desse acordo.
No entanto, nem todos os países se submeteram ao acordo, existem ainda mais de 100 países que não participam do intercâmbio automático de informações. Muitos dos quais são pequenos países.

## Países em desenvolvimento
Grupos que militam pela transparência reagiram de várias maneiras para publicação da norma, alguns deles com críticas envolvendo os efeitos nos países em desenvolvimento. Ao invés de oferecer um período de não reciprocidade, onde os países em desenvolvimento poderiam simplesmente receber dados financeiros, a única menção de não reciprocidade feita nos acordos é em relação ao fornecido para os paraísos fiscais.

## References
1. ↑  «Update to article 26 OF THE OECD MODEL TAX» (PDF)
2. ↑  «Tax Information Exchange Agreements (TIEAs) - OECD». www.oecd.org. Consultado em 22 de junho de 2016
3. ↑  «Convention on Mutual Administrative Assistance in Tax Matters - OECD». www.oecd.org. Consultado em 22 de junho de 2016